# The Matrix (álbum)
The Matrix es el álbum debut homónimo del grupo de producción the Matrix, lanzado en la iTunes Store el 27 de enero de 2009, a través de iTunes así como en CD de audio. El álbum contenía música escrita y producida por el grupo con las voces de Katy Perry y el cantante británico Adam Longlands.

## Antecedentes
En 2002,  The Matrix produjo cinco canciones para el álbum de estudio de debut de Avril Lavigne Let Go, incluidos los tres sencillos más vendidos "Complicated", "Sk8er Boi" y "I'm with You". El éxito comercial del álbum de Lavigne hizo que The Matrix ganara popularidad y se convirtiera en un equipo de producción muy solicitado. Posteriormente, Matrix produjo canciones para otros artistas populares, como Britney Spears, Ricky Martin, Robbie Williams y Mariah Carey. Sabiendo que los miembros del equipo de producción eran intérpretes antes de convertirse en productores, el ejecutivo de Columbia Records Tim Devine sugirió a los Matrix que grabaran y lanzaran un álbum propio. Deseosos de tener una salida para publicar su propia música, los Matrix aceptaron la idea de Devine y firmaron un contrato con Columbia Records para grabar y publicar un álbum de estudio.
Aunque Matrix deseaba publicar su propia música, el equipo de producción también quería evitar cualquier atención mediática. Devine también recomendó que el equipo de producción contratara a un nuevo cantante para aportar una "cara fresca" y una nueva dinámica al equipo. Como resultado, el equipo de producción optó por contratar a dos cantantes para que compartieran la voz principal en su álbum. El equipo de producción ya estaba trabajando con Adam Longlands, entonces conocido por el nombre artístico de A.K.A., en varias canciones cuando le pidieron que se uniera al proyecto. Katy Perry fue invitada a unirse al proyecto después de que Devine la remitiera a Matrix tras una reunión entre él y Glen Ballard. Ballard presentó a Perry a Devine, y éste quedó impresionado con su interpretación vocal y su carisma. Respecto a la contratación de Longlands y Perry para el proyecto, Lauren Christy comentó: "La razón por la que elegimos a Katy y A.K.A. es que son artistas increíbles. [A Graham Edwards, Scott Spock y a mí] nos gusta nuestro papel en segundo plano y seguirá estando ahí".

## Desarrollo
El álbum se grabó en 2004, cuando Katy Perry tenía 19 años. En el número de octubre de 2004 de Blender, nombró a Perry "¡La próxima gran cosa!" The Matrix trabajó con la vocalista, que contribuyó a componer la música y las letras de las canciones. A pesar de los rumores sobre el álbum, The Matrix decidió cancelarlo semanas antes de la fecha prevista para su publicación. "Broken" iba a ser el primer sencillo. En 2009, tras el éxito del álbum debut de Perry en solitario One of the Boys, la discográfica Matrix decidió lanzar el álbum bajo el sello discográfico Let's Hear It Records. Según Perry, Matrix quería crear "Complicated, la secuela y "Since U Been Gone, la continuación".
Con diferencias líricas, "Broken" había sido grabada previamente en 2003, bajo el título "What Do You Do?", por la banda hermana producida por Matrix, The Troys. Se publicó en 2003 en Elektra como sencillo promocional de un álbum que finalmente se archivó, pero también se incluyó en el álbum recopilatorio The Powerpuff Girls: Power Pop. Sara Paxton grabó "Take a Walk" en 2005 para el álbum de banda sonora de la serie de televisión Darcy's Wild Life. En 2006, "Live Before I Die", apareció en la versión bonus track del álbum debut de Ashley Parker Angel Soundtrack to Your Life. Ashley reescribió la mayor parte de la canción. En 2007, salió a la luz una canción del álbum Sound Soldier de Skye Sweetnam, titulada "Boyhunter" y producida por Matrix. La canción utiliza una versión ligeramente alterada de la música del tema "Damn". Ashley Tisdale regrabó "Love Is a Train" para su segundo álbum, Guilty Pleasure, que se publicó como "Time's Up", un bonus track del álbum.

## Lanzamiento
Según se informa, estaba previsto que "Broken" se lanzara como sencillo principal de The Matrix en la primavera de 2004, y que el álbum le siguiera a principios del verano. El equipo de producción completó el álbum, grabó varios vídeos musicales, rodó varias sesiones de fotos y tenía planeada una fuerte campaña promocional para el lanzamiento del álbum. Estos planes, sin embargo, se cancelaron abruptamente varias semanas antes del lanzamiento previsto. Varias fechas de lanzamiento tentativas pasaron sin noticias de The Matrix, antes de que el álbum fuera silenciosamente archivado. The Matrix afirmó más tarde que la cancelación del álbum se debió a su insatisfacción con los compromisos de tiempo de la campaña promocional prevista del álbum, encontrando que les ofrecía poco tiempo para seguir produciendo música para otros artistas. Glen Ballard, sin embargo, afirmó que el proyecto se desmoronó internamente y que el equipo de producción ni siquiera pudo decidir por unanimidad un sencillo principal. En abril de 2006, Christy declaró que el equipo de producción seguía considerando un posible lanzamiento para el álbum.
En 2008, Matrix hizo planes tentativos para lanzar el álbum a través de su propio sello discográfico, Let's Hear It Records. Sin embargo, estos planes se interrumpieron poco después de que el sencillo debut de Katy Perry, "I Kissed a Girl", alcanzara el éxito comercial internacional tras su lanzamiento en abril de 2008. Christy se puso en contacto con Perry para seguir adelante con el lanzamiento de The Matrix, lo que llevó a Perry a pedir al equipo de producción que esperara para lanzar el álbum hasta después del lanzamiento del cuarto y último sencillo ("Waking Up in Vegas") de One of the Boys (2008). A pesar de esta sugerencia, The Matrix fue lanzado en iTunes el 27 de enero de 2009, por Let's Hear It Records. El álbum no recibió ninguna promoción y no logró ningún éxito comercial notable. Antes del lanzamiento del álbum, Christy reiteró que Matrix no buscaba el éxito comercial, sino más bien lanzar las canciones como una salida creativa. Declaró: "No queremos ser estrellas del pop y no lo vamos a publicar con una gran discográfica. Y no se llama 'Katy Perry and the Matrix'. Son sólo grandes canciones, y estoy muy orgullosa de ello".

## Recepción Crítica
Stephen Thomas Erlewine de AllMusic describió el álbum como "Euro-pop soso y rígido", manteniendo que el esfuerzo ilustra que los Matrix "necesitan una verdadera estrella, alguien que proporcione enfoque y dirección".

## Lista de canciones
| The Matrix – Standard edition |                       |           |          |  |
| N.º                           | Título                | Vocal(s)  | Duración |  |
| 1.                            | «You Miss Me»         | Perry     | 3:44     |  |
| 2.                            | «Broken»              | Perry     | 3:14     |  |
| 3.                            | «Damn»                | Perry     | 3:27     |  |
| 4.                            | «Take a Walk»         | Longlands | 3:12     |  |
| 5.                            | «Just a Song»         | Perry     | 4:04     |  |
| 6.                            | «I Love You»          | Longlands | 3:29     |  |
| 7.                            | «Live Before I Die»   | Longlands | 3:51     |  |
| 8.                            | «Would You Care»      | Perry     | 3:22     |  |
| 9.                            | «Seen That Done That» | Longlands | 3:44     |  |
| 10.                           | «Stay with Me»        | Longlands | 3:48     |  |
| 36:00                         |                       |           |          |  |

### Otras canciones
1. "Attention"
2. "Do You Miss Me"
3. "Love is Train"
4. "T-Shirt"[10]

## Créditos y Personal
Los créditos son una adaptación de las liner notes de The Matrix.
The Matrix
- Lauren Christy - escritora, productor, Arreglos, grabación, mezcla
- Scott Spock - escritor, arreglo, grabación, mezcla
- Graham Edwards - escritor, arreglos, grabación, mezcla

Otros músicos
- Katy Perry - guionista, productora, voces principales, voces de fondo
- Adam Longlands - escritor, productor, voz principal, coros
- Corky James - guitarra
- Randy Jacobs - guitarra
- Dean Parks - guitarra
- Victor Indrizzo - batería
- Jim Manley - trompeta en "Damn"
- Cameron Stone - violonchelo en "Just a Song"
- David Campbell - arreglos de cuerda en "Live Before I Die"
- Steve Churchyard - grabación de cuerdas en "Live Before I Die"

Técnicos
- Serban Ghenea - mezcla en "You Miss Me", "Damn", "Take a Walk", y "I Love You"
- Bob Clearmountain - mezcla en "Just a Song" y "Live Before I Die"
- Kevin Harp, asistente de mezclas en "Just a Song" y "Live Before I Die".
- Tom Lord-Alge - mezcla en "Broken"
- Femio Hernandez - asistente de mezcla en "Broken"
- Chris Holmes - ingeniero asistente
- Stuart Brawley - ingeniería adicional
- Krish Sharma - ingeniería adicional
- Wizards of Oz (Andrew & Liz) - ingeniería adicional
- Greg Trampe - ingeniería adicional
- Chris Gehringer - masterización en Sterling Sound (Nueva York)